# Nijmegen Eendracht Combinatie 2014-2015
Questa voce raccoglie le informazioni riguardanti il Nijmegen Eendracht Combinatie nelle competizioni ufficiali della stagione 2014-2015.

## Rosa
| N. |                        | Ruolo | Calciatore          |
| -- | ---------------------- | ----- | ------------------- |
| 1  | Belgio (bandiera)      | P     | Mike Vanhamel       |
| 2  | Germania (bandiera)    | D     | Marcel Appiah       |
| 3  | Paesi Bassi (bandiera) | D     | Rens van Eijden     |
| 4  | Germania (bandiera)    | D     | Tobias Haitz        |
| 5  | Danimarca (bandiera)   | D     | Kevin Conboy        |
| 6  | Paesi Bassi (bandiera) | C     | Tom Daemen          |
| 7  | Iran (bandiera)        | A     | Alireza Jahanbakhsh |
| 8  | Paesi Bassi (bandiera) | C     | Gregor Breinburg    |
| 9  | Paesi Bassi (bandiera) | A     | Sjoerd Ars          |
| 10 | Paesi Bassi (bandiera) | C     | Paco van Moorsel    |
| 11 | Venezuela (bandiera)   | A     | Christian Santos    |
| 14 | Islanda (bandiera)     | C     | Kristján Emilsson   |

| N. |                        | Ruolo | Calciatore           |
| -- | ---------------------- | ----- | -------------------- |
| 15 | Paesi Bassi (bandiera) | C     | Jasper Waalkens      |
| 16 | Paesi Bassi (bandiera) | D     | Daan Disveld         |
| 18 | Paesi Bassi (bandiera) | D     | Thijs van Hofwegen   |
| 19 | Belgio (bandiera)      | A     | Anthony Limbombe     |
| 20 | Paesi Bassi (bandiera) | A     | Cihat Çelik          |
| 21 | Belgio (bandiera)      | C     | Seydina Diarra       |
| 22 | Paesi Bassi (bandiera) | P     | Joshua Smits         |
| 23 | Paesi Bassi (bandiera) | D     | Kenny Elders         |
| 25 | Paesi Bassi (bandiera) | C     | Navarone Foor        |
| 26 | Paesi Bassi (bandiera) | P     | Stan Bijl            |
| 36 | Paesi Bassi (bandiera) | D     | Giovanni Gravenbeek  |
| 37 | Paesi Bassi (bandiera) | D     | Jeffrey Leiwakabessy |